# Кримни
Кримни (грч. Κρήμνη) је насељено место у општини Полигирос у периферији Средишња Македонија, Грчка. Према попису из 2021. године било је 224 становника.
На попису из 1913. године у Кримнију је живело 237 Грка.